# Almåsaberget
Almåsaberget est une montagne des Alpes scandinaves située près d'Änge en Offerdal dans le Jämtland en Suède.